# Otllak
Otllak là một xã trong quận Berat thuộc hạt Berat, Albania. Dân số năm 2005 là 12352 người.